# Pseudoceramodactylus khobarensis
El gecko de dedos cortos del golfo (Pseudoceramodactylus khobarensis) es una especie de gecko de la familia Gekkonidae. Es la única especie del género Pseudoceramodactylus

## Distribución y hábitat
Solo se pueden encuentran en países asiáticos como: Arabia Saudita, Baréin, Catar, Emiratos Árabes Unidos, Irán, Kuwait y Omán. 